# 東本昌平
東本 昌平（はるもと しょうへい、9月5日 - 2025年7月27日）は、東京都練馬区出身の漫画家・イラストレーター。

## 概要
デビュー作は「輪」（双葉社『週刊漫画アクション』掲載）。その後、1987年に中古バイク専門誌『ミスターバイクBG』（モーターマガジン社）にて、『キリン』の連載を開始し、1990年に終了（「POINT OF NO RETURN!」編）。同作はその後、少年画報社の漫画雑誌『ヤングキング』系列に移籍して継続され、2012年には映画化されるなど代表作となる（他に実写映画化された作品としては2008年公開の『SS』がある）。なお、2010年に一旦シリーズ終了となり、同年より新たに『キリン The Happy Ridder Speedway』と改題し、2016年まで連載された。おもにオートバイを題材とする作品を手掛けているが、それ以外にも自動車を題材とする作品やSF作品のほか青春物などもある。初期の作品には、大友克洋の作風の影響が見られる。
2007年には、東本昌平をメインテーマに掲げるバイク雑誌『東本昌平 RIDE』がモーターマガジン社より刊行開始された。同誌各号の巻頭に掲載された漫画作品を収録した『RIDEX』も2008年から同社にて刊行されている。
2008年には、東本昌平の作品を収録する漫画別冊誌『東本昌平パーソナルマガジン ハルマン』Vol.1が少年画報社より刊行され、翌2009年にはVol.2が刊行された（同シリーズは通巻2号で終了）。同様のコンセプトを持つ選集の単行本『HALMAN 東本昌平作品集』も2010年に同社より刊行されており、2012年には『HALMAN II 東本昌平作品集』が刊行された。
俳優・声優の郷田ほづみとは同級生で「よく遊んだ。8ｍｍ映画を撮ったり芝居を作った」「知り合った頃から絵を描いてて上手かった」と、YouTubeチャンネルやTwitterで少年期が語られている。
2024年10月、脳腫瘍の治療のためミスターバイク連載「雨はこれから」を終了。
2025年7月27日に死去。家族より同年8月7日に発表された。

## 作品一覧

### 連載作品
- ハイ・ハイ・ハイ!（1982年、『漫画アクション』掲載、双葉社）
- F,O,E,（1983年、『漫画アクション』掲載、双葉社）
- ばっくれ天使（1983年 - 1984年、『漫画アクション』掲載、双葉社）
- バトルキッズ（1985年、双葉社、原作：狩撫麻礼）
- TOKYO MOTHER（1985年 - 1987年、『月刊スーパーアクション』掲載、双葉社）
- 命かけるかー!?（1987年 - 1988年、『モーニングパーティー増刊』掲載、講談社）
- キリン（1987年 - 1990年、『ミスターバイクBG』掲載、モーターマガジン社）（『ヤングキング』→『ヤングキング別冊キングダム』→『ヤングキング』掲載、少年画報社）全39巻
- 韋駄天（1990年、少年画報社、既刊1巻・未完）
- バクダン（『ミスターバイクBG』掲載、モーターマガジン社）
- SS（2000年 - 2003年、『ビッグコミックスペリオール』掲載、小学館、全9巻）
- CB感。reborn（2003年 - 2007年、『ビッグコミックスピリッツ』→『ビッグコミックスピリッツCasual』掲載、小学館、全8巻）
- キリン The Happy Ridder Speedway（2010年 - 2016年、『ヤングキング』掲載、少年画報社、全11巻）

### 短編集
HiHiHi! 東本昌平初期作品集
- HiHiHi! 東本昌平初期作品集（2004年、少年画報社、全3巻）

1. HiHiHi! 第1巻、2004年10月27日発売、ISBN 978-4785924782。
2. HiHiHi! 第2巻、2004年10月27日発売、ISBN 978-4785924805。
3. HiHiHi! 第3巻、2004年11月26日発売、ISBN 978-4785924829。

- HiHiHi! 東本昌平初期作品集（新装版）（2006年、少年画報社、全2巻）

1. HiHiHi! 第1巻（新装版）、2006年10月26日発売、ISBN 978-4-7859-2705-9。[6]
2. HiHiHi! 第2巻（新装版）、2006年11月27日発売、ISBN 978-4-7859-2722-6。[7]

RIDEX
- RIDEX（2008年 - 、モーターマガジン社）※A5判

1. RIDEX 1、2008年11月25日発売、ISBN 9784862790996。[8]
2. RIDEX 2、2009年9月15日発売、ISBN 9784862791665。[9]
3. RIDEX 3、2010年3月30日発売、ISBN 9784862792273。[10]
4. RIDEX 4、2011年3月15日発売、ISBN 9784862792785。[11]
5. RIDEX 5、2011年9月15日発売、ISBN 9784862792907。[12]
6. RIDEX 6、2012年9月25日発売、ISBN 9784862793140。[13]
7. RIDEX 7、2013年9月25日発売、ISBN 9784862793430。[14]
8. RIDEX 8、2014年3月15日発売、ISBN 9784862793577。[15]
9. RIDEX KAWASAKI、2014年5月30日発売、ISBN 9784862793621。[16]
10. RIDEX HONDA、2014年9月30日発売、ISBN 9784862793621。[17]
11. RIDEX 9、2015年2月25日発売、ISBN 9784862793843。[18]

- RIDEX（2014年 - 、新潮社）※文庫版

1. RIDEX 1、2014年6月1日発売、ISBN 978-4-10-125851-5。[19]
2. RIDEX 2、2014年7月1日発売、ISBN 978-4-10-125852-2。[20]

HALMAN 東本昌平作品集
- HALMAN 東本昌平作品集、少年画報社、2010年3月23日発売、ISBN 978-4-7859-3344-9。[21]
- HALMAN II 東本昌平作品集、少年画報社、2012年8月27日発売、ISBN 978-4-7859-3908-3。[22]

### その他の書籍
ゲームブック
- 魔塔バイアスの謎―ザ・スクリーマー（1986年、エム・アイ・エー、共著：ストラットフォード・コンピューターセンター）[23]

イラスト集
- 東本昌平ILLUSTRATION WORKS 鉄魂 伝説の二輪名車グラフィティ（2006年、モーターマガジン社）[24]
- 東本昌平 画集 SHOWHEI HALUMOTO ILLUSTRATION WORKS（2010年、モーターマガジン社）[25]
- 東本昌平 RIDE おとなのバイク絵本 黒鉄 kurogane（2012年、モーターマガジン社）[26]
- 東本昌平 RIDE おとなのバイク絵本 紅蓮 Guren（2013年、モーターマガジン社）[27]

### キャラクターデザイン
パソコン用ゲームソフト
- 1985年 - ザ・スクリーマー（マジカル・ズゥ）

### パッケージデザイン
エンジンオイル
- エルフ・アキテーヌ - 川崎重工業モーターサイクル&エンジンカンパニー（カワサキ）用エンジンオイル「ヴァン・ヴェール（Vent Vert）冴速 10W-40」